# Dasypyrum hordeaceum
Dasypyrum hordeaceum är en gräsart som först beskrevs av Eduard Hackel, och fick sitt nu gällande namn av Paléologos C. Candargy. Dasypyrum hordeaceum ingår i släktet penselrågsläktet, och familjen gräs. Inga underarter finns listade i Catalogue of Life.